# Гельмут Танцман
Гельмут Танцманн (18 січня 1907, Ошац — 6 березня 1946) — був німецьким юристом, лідером СС та урядовим радником у Службі безпеки рейхсфюрера СС (СД).

## Біографія
Танцманн відвідував гімназію, а після її закінчення вивчав право. Він здобув ступінь доктора права на початку 1930-х років і працював у Міністерстві фінансів Саксонії з 1933 по 1937 рік.
Танцманн приєднався до NSDAP (номер членства 2 433 947) і SA в 1933 році. Він був членом СА до 1936 року, а потім перейшов до СС (членський номер 290.002). Танцманн піднявся в СС у 1941 році до оберштурмбанфюрера СС. З 1937 року Танцманн працював помічником офіцера в Берлінському державному поліцейському управлінні.
Після початку Другої світової війни він очолював гестапо в Данцигу з листопада 1939 по травень 1940 року. В окупованому Німеччиною так званому Генерал-губернаторстві він потім працював начальником офісу командувача поліції безпеки та SD (BdS), а з липня 1941 року був командувачем поліції безпеки та SD (KdS) у Лемберзі. У районі Галичина Танцманн також організовував вбивства євреїв і видавав накази про вбивства євреїв («judenfrei»). Ці так звані «єврейські акції», в яких були розстріляні тисячі людей, розпочалися восени 1941 року і тимчасово припинилися наприкінці 1941 року. Після початку Action Reinhardt Танцманн, як KdS, координував розгортання поліції безпеки під час депортації євреїв до табору смерті Белжець.
З дисциплінарних міркувань — через розтрату — він був тимчасово представлений як KdS Lemberg з кінця 1942/початку 1943 року і нарешті був офіційно замінений на цій посаді Йозефом Вітіскою в березні 1943 року. Передісторією стала перевірка відділків міліції Галицького округу працівниками Рахункової палати. Аудитори виявили цінні речі та смітні фонди, що містять гроші вбитих євреїв, які члени Einsatzgruppe C надали поліції.
Потім Танцманн став KdS у Монпельє, де він працював до серпня 1944 року. У Монпельє координували Танцманн та інші a. також переслідування євреїв і депортації, а також репресивні заходи проти французького опору. Танцманн також тимчасово працював KdS у Марселі. Наприкінці літа 1944 року він сформував Зондеркоманду Танцманн, названу на його честь (команда z. b. V. 21 Tanzmann), який складався з близько ста членів офісів СД у Монпельє та Віші. Разом із цими працівниками він був переведений до Північної Норвегії через Фленсбург щонайпізніше на рубежі 1944/1945 років. Танцманн замінив Освальда Поче на посаді KdS у рамках переміщення офісу KdS/SD у Тромсе до Нарвіка. У травні 1945 року ця контора все ще мала 160 працівників.
Наприкінці війни він утік у травні 1945 року під виглядом військовослужбовця (під іменем Еріх Кох) на підводному човні разом із 4 або 5 членами KdS Narvik. Човен виявили британці, а екіпаж негайно заарештували. Його справжню особу розкрили під час британського інтернування. Потім Танцманна доставили до Лондона і піддали подальшому допиту. Щоб уникнути майбутнього суду, він покінчив життя самогубством у 1946 році.

## Індивідуальні докази
1. ↑  Todesdatum nach Thomas Sandkühler: Endlösung in Galizien. Der Judenmord in Ostpolen und die Rettungsinitiativen von Berthold Beitz 1941—1944, Bonn 1996, S. 438. Bei Ernst Klee: Das Personenlexikon zum Dritten Reich, Frankfurt am Main 2005, S. 618 wird als Todesdatum von Tanzmann der 6. Mai 1946 genannt.
2. 1 2 3 4  Ernst Klee: Das Personenlexikon zum Dritten Reich. Wer war was vor und nach 1945. Fischer Taschenbuch Verlag, Zweite aktualisierte Auflage, Frankfurt am Main 2005, ISBN 978-3-596-16048-8, S. 618.
3. 1 2  Dieter Pohl: Nationalsozialistische Judenverfolgung in Ostgalizien, 1941—1944., München 1997, S. 421.
4. ↑  Dieter Pohl: Nationalsozialistische Judenverfolgung in Ostgalizien, 1941—1944., München 1997, S. 86f.
5. ↑  Dieter Pohl: Nationalsozialistische Judenverfolgung in Ostgalizien, 1941—1944., München 1997, S. 147ff.
6. ↑  Dieter Pohl: Nationalsozialistische Judenverfolgung in Ostgalizien, 1941—1944., München 1997, S. 189.
7. ↑  Dieter Pohl: Nationalsozialistische Judenverfolgung in Ostgalizien, 1941—1944., München 1997, S. 303.
8. 1 2  Robert Bohn: Reichskommissariat Norwegen: «Nationsozialistische Neuordnung» und Kriegswirtschaft, Oldenbourg Wissenschaftsverlag, 2000, ISBN 978-3-486-56488-4, S. 89.
9. ↑  Peter Lieb: Konventioneller Krieg oder NS-Weltanschauungskrieg — Kriegführung und Partisanenbekämpfung in Frankreich 1943/44, R.Oldenbourg, München 2007 (= Quellen und Darstellungen zur Zeitgeschichte, Bd. 69). ISBN 3-486-57992-4, S. 67.
10. ↑  Bernhard Brunner, Der Frankreich-Komplex: die nationalsozialistischen Verbrechen in Frankreich und die Justiz der Bundesrepublik Deutschland, Göttingen 2004, ISBN 3-89244-693-8, S. 93.
11. ↑  Dieter Pohl: Nationalsozialistische Judenverfolgung in Ostgalizien, 1941—1944., München 1997, S. 388, 421.